# Choeromorpha pigra
Choeromorpha pigra là một loài bọ cánh cứng trong họ Cerambycidae.